# Naufrágio do Cavalo Marinho I
O naufrágio da Cavalo Marinho I ocorreu às 6h44 do dia 24 de agosto de 2017 nas águas da Baía de Todos-os-Santos, no estado brasileiro da Bahia. Durante a Travessia Salvador–Mar Grande, a lancha "Cavalo Marinho I" saiu às 6h30 do Terminal Marítimo de Mar Grande, em Vera Cruz, Ilha de Itaparica, e naufragou com mais de 116 passageiros e 4 tripulantes a bordo no percurso com destino a Salvador. Já segundo a Associação de Expedidores Marítimos da Bahia, 133 pessoas, sendo 129 passageiros e 4 tripulantes estavam a bordo no momento do acidente. O acidente ocasionou 23 mortes, segundo o jornal El País, e, segundo o jornal Extra, dezoito mortes e grande comoção.
Em Mar Grande, todo o comércio cerrou as portas, em luto, e o transporte das lanchas da travessia foi suspenso até conclusão do resgate de corpos e perícia.